# قطايف (برنامج)
قطايف هو برنامج تلفزيوني مصري من تقديم الفنان سامح حسين، عرض في شهر رمضان 1446 هـ الموافق مارس 2025م.

## نبذة
عٌرضت حلقات البرنامج يوميًا في تمام العاشرة مساءً عبر حسابات سامح حسين الرسمية على مواقع التواصل الاجتماعي، مثل فيسبوك ويوتيوب.
حظي البرنامج بإشادة رسمية من الرئيس عبد الفتاح السيسي، الذي أثنى على دوره في نشر القيم الأخلاقية وترسيخ الهوية المصرية والدور الوطني، معتبرًا أنه يمثل نموذجًا للبرامج التي تساهم في بناء وعي مجتمعي إيجابي، حيث مازح الرئيس الفنان سامح حسين في أثناء حفل إفطار نظّمته القوات المسلحة في أحد فنادق القاهرة، قائلًا: فين القطايف يا حسين؟، ليجيب سامح حسين مازحًا: اتاكلت كلها يا ريس، كما أكد الرئيس على ضرورة تنشئة الأجيال الجديدة على القيم والأخلاق المصرية الأصيلة. وشدد على أهمية الإعلام المصري في هذه المسألة.
كذلك، كرمت الهيئة الوطنية للإعلام سامح حسين تقديرًا لمساهمته في نشر القيم المجتمعية الهادفة، وذلك بحضور الدكتور أسامة الأزهري، مستشار رئيس الجمهورية للشؤون الدينية، كما أشاد الفنان أشرف عبد الباقي بأسلوب سامح حسين في تقديم القيم بأسلوب بسيط وجذاب، ما جعله يلقى قبولًا واسعًا بين المشاهدين.